# Banzelt
Banzelt  est un lieu-dit de la commune luxembourgeoise de Betzdorf située dans le canton de Grevenmacher.